# Roland Ratzenberger
Roland Ratzenberger (Salzburgo, 4 de julio de 1960-Imola, 30 de abril de 1994) fue un piloto de automovilismo austríaco.

## Carrera

### Comienzos

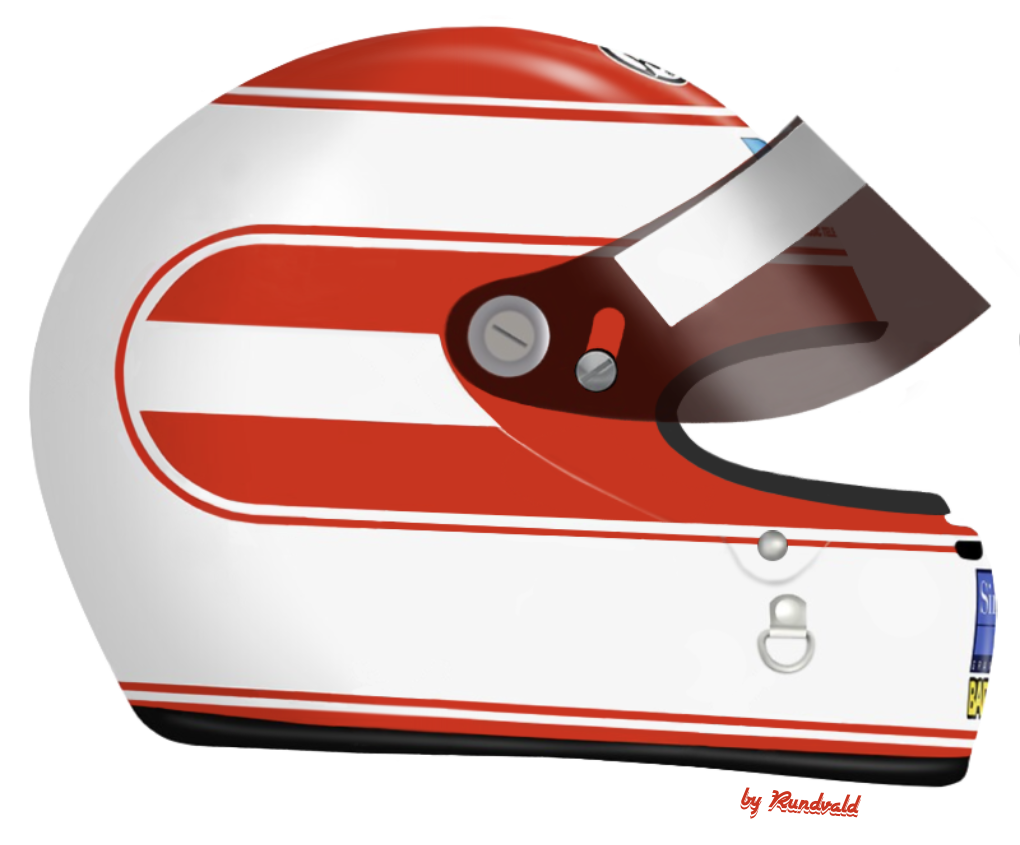
Casco de Roland Ratzenberger.

Desde muy joven se interesó en las carreras de automóviles, abandonando los estudios en ingeniería mecánica para ser piloto de karting. Corrió en Alemania entre 1983 y 1985, consiguiendo importantes victorias. Participó también en el Festival de Fórmula Ford en Brands Hatch, Gran Bretaña, quedando segundo en 1985 y primero al año siguiente. El paso siguiente en su carrera fue la Fórmula 3 Británica, donde si bien tuvo buenas actuaciones junto al equipo West Surrey Racing, no consiguió llamar la atención de las escuderías de la Fórmula 1.
Aunque nacido en 1960, solía declarar 1962 como su año de nacimiento en lugar de 1960, intentando aparentar ser más joven para extender su carrera como piloto.
Su palmarés muestra también 5 participaciones en las 24 Horas de Le Mans, en 1987, 1990, 1991, 1992 y 1993, obteniendo como mejor resultado un quinto lugar en su última intervención sobre un Toyota 93C-V.
A principio de los años 1990, se inscribió en la Fórmula 3000 Japonesa, consiguiendo algunas victorias, pero sin destacar mayormente.

### Fórmula 1
En 1994, la debutante escudería Simtek llama a Ratzenberger después de fracasar en la contratación de Andrea de Cesaris y Jean-Marc Gounon. Roland financió su asiento con dinero que había ganado en su paso por Japón, pero solo alcanzaba para cinco carreras.
Su primer Gran Premio fue en Interlagos, Brasil, donde no logró clasificarse para la carrera del domingo. En su segundo GP, el Gran Premio del Pacífico de 1994 en el circuito de Okayama, la experiencia obtenida en las categorías menores fue clave para llevar su Simtek hasta el 11º lugar.

#### Muerte

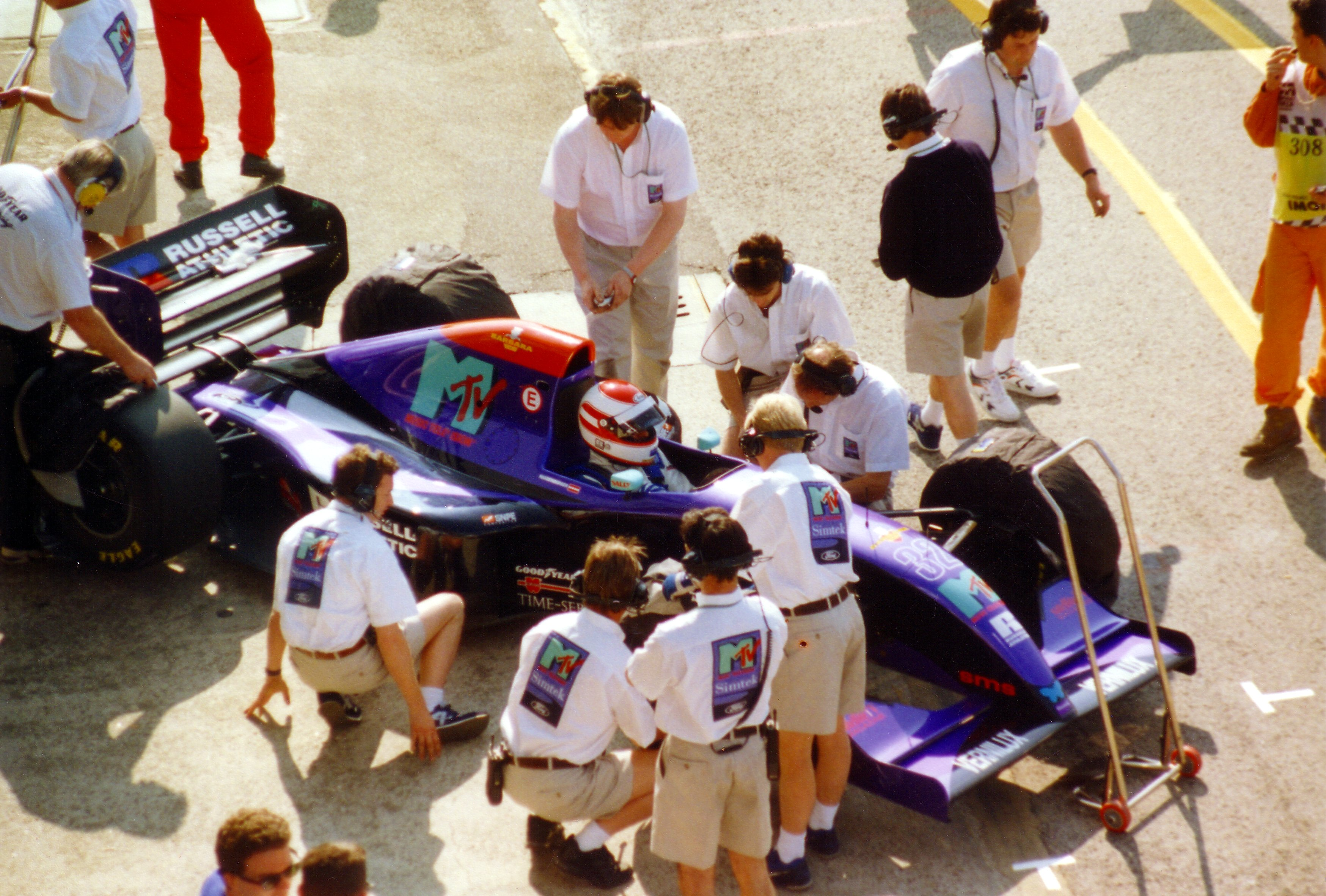
Ratzenberger en el GP de San Marino, el día del accidente.

El sábado 30 de abril de 1994, Roland Ratzenberger tomaba parte en las clasificaciones para la carrera del Gran Premio de San Marino, que se corría en el Autodromo Enzo e Dino Ferrari de Imola. Ratzenberger salía a pista para clasificarse a bordo del Simtek S941-Ford. Antes de su vuelta rápida, Ratzenberger se salió de la pista en Acque Minerali, posiblemente dañando el alerón delantero de su coche, lo cual sería importante para el desenlace. Dicho desenlace se dio a más de 300 km/h en la curva Villeneuve, curva hasta entonces rápida y hacia la derecha. El alerón delantero del Simtek se desprendió, esto produjo una sustancial pérdida de adherencia en la parte delantera del auto, lo que motivó que el vehículo siguiera derecho, golpeándose fuertemente contra el muro y casi de frente. Tras el golpe el auto se deslizó varios metros y quedó tendido cerca de la curva Tosa, con el austriaco inerte. Fue asistido en pista, pero no hubo nada que hacer, perdiendo la vida a las 14 horas 15 minutos. Ratzenberger había muerto casi en el acto. El auto estaba destrozado, pero el habitáculo resistió el impacto, no así el cuerpo del piloto. La causa del deceso fue una fractura de la base del cráneo.
Mucha conmoción provocó este accidente en los pilotos, especialmente en Ayrton Senna, que siempre destacó por luchar por la seguridad en las pistas. Al día siguiente, durante la carrera, el mismo Ayrton fallecía, estrellándose también contra el muro al salirse de la pista en la curva Tamburello. En el momento del choque de Ayrton, los comisarios del circuito descubrieron una bandera de Austria en el interior del bólido destrozado del piloto brasileño. Iba a homenajear a Roland por su muerte un día antes. Ayrton nunca pudo hacerle dicho tributo.
Ratzenberger era el primer piloto en morir en un fin de semana desde el Gran Premio de Canadá de 1982, cuando Riccardo Paletti murió. Habían pasado ocho años desde que Elio de Angelis había muerto probando un Brabham en el circuito Paul Ricard.
Su deceso y el de Senna obligaron a replantear el aspecto de la seguridad de los pilotos, generándose un nuevo reglamento para los monoplazas y modificando algunos tramos del trazado de Imola.

## Resultados

### Fórmula 1
(Clave) (negrita indica pole position) (cursiva indica vuelta rápida)

| Año  | Escudería       | 1       | 2      | 3       | 4   | 5   | 6   | 7   | 8   | 9   | 10  | 11  | 12  | 13  | 14  | 15  | 16  | Pos. | Puntos |
| ---- | --------------- | ------- | ------ | ------- | --- | --- | --- | --- | --- | --- | --- | --- | --- | --- | --- | --- | --- | ---- | ------ |
| 1994 | MTV Simtek Ford | BRA DNQ | PAC 11 | SMR DNS | MON | ESP | CAN | FRA | GBR | GER | HUN | BEL | ITA | POR | EUR | JPN | AUS | NC   | 0      |